# ひらまつつとむ
ひらまつ つとむ（1959年 - ）は、日本の漫画家。滋賀県出身。

## 来歴
19歳の頃「汚された金庫」で第15回手塚賞佳作を受賞。21歳で「イダテン・ホーク」（平松梅造名義）が第19回手塚賞準入選を受賞し、週刊少年ジャンプ増刊号に掲載された。第20回手塚賞でも「闘士」が最終候補に残っている。
初の連載は武論尊原作の「マッド・ドッグ」（鷹沢圭名義）であったが、10回で打ち切りとなる。次作「飛ぶ教室」は、フレッシュジャンプ掲載の読み切りを経て、1985年に週刊少年ジャンプで連載された。連載自体は短期だったが、核と放射能という重いテーマを描いたことで当時の読者に強烈な印象を残した。デビューからこの頃までは、荒木飛呂彦やジョージ秋山など、異端の作家を多く担当していた椛島良介が担当編集者だった。
1986年の「ハッスル拳法つよし」、1991年の「ミアフィールドの少女アニー」を経て、集英社以外の出版社に活動の場を広げたが、単行本には恵まれず、2004年の「まぶちの右近」は掲載誌休刊により、1巻のみの発売で未完となった。
戦後70年の2015年に復刊ドットコムより「飛ぶ教室」が復刊され、また第2部が準備中であることが発表された。
2020年、潮出版社より既刊部分と新作第2部の180ページを合わせた「完全版 飛ぶ教室」が5月25日に発売されることが、作者のサイトで告知された。2022年12月20日には全編描きおろしの2巻も発売されている。
元々は劇画系のハードな絵柄だったが、ひらまつつとむ名義に変更した「飛ぶ教室」以降はラブコメやヒューマンドラマを意識した柔らかい絵柄と使い分けている。

## 作品一覧
- イダテン・ホーク（手塚賞準入選作）
- マッド・ドッグ（鷹沢圭名義、原作武論尊、週刊少年ジャンプ、集英社、連載）
- 飛ぶ教室（週刊少年ジャンプ連載、1985年）
- ハッスル拳法つよし（週刊少年ジャンプ連載、1986年）
- ミアフィールドの少女アニー
- ランナー（スーパージャンプ掲載）
- ザ・Xデイ（スーパージャンプ掲載）
- スネーク・ハンター
- 血と夢（週刊アクション、双葉社、掲載）
- ゴルバチョフ暗殺特急（週刊アクション掲載）
- ミッドナイト・エンジェル（週刊少年サンデー増刊号、小学館、連載）
- プルート〜賢者の石伝説〜（週刊少年サンデー増刊号）
- コレクション・令嬢亜美の謎（コミックガイズ、学研、連載）
- 怒涛のギャンブラー（漫画サンデーフォアマン、実業之日本社、連載）
- 氷のギャンブラー（ビジネスジャンプ増刊）
- たたらの十蔵 -戦国刺客伝-（ビジネスジャンプ増刊、集英社、連載）
- エイリアン・ティーチャー
- 料理の王様
- 信玄暗殺
- 多摩川地獄麻雀
- まぶちの右近（月刊時代劇コミック 斬鬼、少年画報社、連載）
- 大江戸万華鏡（コミック乱TWINS、リイド社、不定期連載、2008-2012）

## 単行本一覧
- 『マッド・ドッグ』原作：武論尊、集英社、1983年（鷹沢圭名義）
- 『飛ぶ教室』全2巻、集英社、1986年
  - 『飛ぶ教室』改訂版、全2巻、復刊ドットコム、2015年
  - 『完全版　飛ぶ教室』既刊2巻　潮出版社、2020年
- 『ハッスル拳法つよし』全2巻、集英社、1988年
- 『ミアフィールドの少女アニー』集英社、1991年（短編集）
  - 「ミアフィールドの少女アニー」「ランナー」「ザ・Xデイ」「スネーク・ハンター」収録
- 『こちら葛飾区亀有公園前派出所両さんの宮本武蔵』キャラクター原作：秋本治、監修：大河内昭爾、集英社〈満点人物伝〉、2003年
- 『まぶちの右近』少年画報社、2004年